# Ласкавець золотистий
{{#ifeq:0|0|{{#if:Bupleurum aureum|{{#if:|[[]}}|[[]]}}}}
Ласкавець золотистий, вовчий зуб (Bupleúrum auréum) — вид рослин із роду ласкавець родини зонтичних. Розповсюджений широко. Цвіте у червні — липні.

## Опис
Багаторічна трав'яниста гола сизувата рослина. Стебло пряме, розлоге, 30—150 см заввишки. Листки чергові, цілісні, цілокраї: прикореневі й нижні стеблові — видовженозворотнояйцеподібні, при основі звужені в черешок; серединні й верхні стеблові — довгі, сидячі, при основі серцеподібні або стеблообгортні. Квітки двостатеві, 5-пелюсткові, у складних 10—20-променевих зонтиках, біля основи яких є обгортка з 3—5 великих, яйцеподібних, здебільшого жовтих, нерівних листочків, а біля основи зонтичків — чашоподібна, з еліптичних або майже округлих листочків обгорточка; пелюстки золотаво-жовті, з загнутою всередину і відтягнутою у вигляді язичка верхівкою, на спинці — з сосочками. Плід — двосім'янка.

## Фармакологічні властивості та використання
Препарати ласкавця золотистого активізують виділення жовчі, посилюють секрецію шлункового і панкреатичного соку. У виділеній жовчі збільшується вміст пігментних речовин, кислот і холестерину. В цілому дія трави ласкавця золотистого схожа на дію цмину піскового. У народній медицині рослина користується репутацією ефективного засобу при захворюваннях печінки і жовчного міхура, шлунково-кишкового тракту і підшлункової залози. Основними ж показами до призначення є холецистит, ангіохоліт і гепатит. Місцеве застосування ласкавця рекомендоване при ураженні шкіри гнояками і при сверблячці. Застосовують ласкавець у вигляді настою, причому перевагу віддають настоям із свіжозірваної рослини. Не рекомендується призначати препарати ласкавця всередину при жовчнокам'яній хворобі, виразці шлунка і дванадцятипалої кишки та при гіперацидному гастриті.
Для лікарських потреб використовують траву, зібрану в період цвітіння рослини. Сушать сировину під укриттям на вільному повітрі або в приміщенні з доброю вентиляцією, розстеляючи її тонким шаром. Штучне сушіння проводять при температурі 50—70°. Строк придатності — 5 років. Рослина неофіцинальна.
Трава рослини містить флавоноїди (рутин, кверцетин, ізокверцитрин, ізорамнетин, рутинозид), сапоніни, алкалоїди, дубильні речовини, ефірну олію та аскорбінову кислоту.